# Henri 4 (film, 2010)
Pour les articles homonymes, voir Henri IV.
Pour plus de détails, voir Fiche technique et Distribution.
Henri 4 est un film austro-allemand coécrit et réalisé par Jo Baier, d’après les romans historiques Die Jugend des Königs Henri Quatre et Die Vollendung des Königs Henri Quatre de Heinrich Mann. Il est sorti en 2010 au cinéma et diffusé en 2012 à la télévision dans une version augmentée, en Allemagne sur la chaîne Das Erste et en Autriche sur ORF 2.

## Synopsis
France, 1563. Protestants et catholiques se livrent une lutte sans merci pour la terre et le pouvoir. Henri IV a pris la tête des protestants et marche sur Paris, prêt à en découdre avec les catholiques et notamment avec la rivale de sa mère : la puissante Catherine de Médicis. La réconciliation entre les deux clans semble à portée de main, lorsqu'en 1572 la reine offre sa fille Margot en mariage. Les noces tournent au bain de sang...
Henri ne survit au massacre de la Saint-Barthélémy que pour être fait prisonnier. Incarcéré au Louvre, il y passe quatre ans avant de pouvoir s'échapper. À la mort de François d'Alencon, le roi Henri III étant sans descendance, il devient l'héritier du trône, mais les catholiques refusent cette perspective et lui livre à Coutras, en 1587, une bataille dont Henri de Navarre sort victorieux et où le duc de Joyeuse est tué.
Henri III est assassiné à son tour, Henri doit lui succéder mais les catholiques enfermés dans Paris lui résistent : Rosny (le futur Sully) lui conseille de se convertir de nouveau au catholicisme pour être accepté comme roi.

## Fiche technique
- Titre : Henri 4
- Réalisation : Jo Baier
- Scénario : Jo Baier et Cooky Ziesche, d’après les romans de Heinrich Mann
- Directeur de la photographie : Gernot Roll
- Montage : Alexander Berner et Claus Wehlisch
- Musique : Henry Jackman et Hans Zimmer
- Production : Regina Ziegler
- Société de production : Ziegler Film & Company, Banijay Studios France, Wega Film, ARD Degeto Film, France 2, B.A. Produktion, MMC Independent, Arte France Cinéma, Gétévé Productions, MFG Film, Maya Production, TVC Productions et Televisió de Catalunya
- Durée : 155 min. (version cinéma) ; 2×90 min. (version télévisée)
- Pays :  Allemagne •  Autriche •  France •  Espagne
- Genre : biopic, drame et guerre
- Sortie : 2010

## Distribution
- Julien Boisselier : Henri de Navarre, futur Henri IV
- Marta Calvó (V.F.: Catherine Hamilty) : Jeanne d’Albret
- Joachim Król (V.F.: Vincent Violette) : Agrippa d'Aubigné
- Chloé Stefani : Gabrielle d'Estrées
- Armelle Deutsch : Marguerite de Valois dite " Reine Margot"
- Sandra Hüller (V.F.: Christine Bellier) : Catherine de Bourbon
- Hannelore Hoger : Catherine de Médicis
- Ulrich Noethen (V.F.: Jean-François Vlérick) : Charles IX
- Devid Striesow : Henri d’Anjou, futur Henri III
- Karl Markovics (V.F.: Emmanuel Karsen) : Amiral Gaspard de Coligny
- Andreas Schmidt : Du Bartas
- Fritz Marquardt : Nostradamus
- Adam Markiewicz : D’Alençon
- Gabriela Maria Schmeide (V.F.: Ivana Coppola) : Marie de Médicis
- Christine Urspruch : Leonora
- André Hennicke : Biron
- Wotan Wilke Möhring (V.F.: Olivier Chauvel) : Henri Ier, duc de Guise
- Antoine Monot Jr. : Mayenne
- Karin Neuhäuser : Amme
- Roger Casamajor : Rosny
- Sven Pippig : Beauvoise
- Pep Anton Muñoz : D’Estrées
- Matthias Walter : Joyeuse
- Aida Folch (V.F.: Anne Tilloy) : Henriette
- Frank Kessler : Ravaillac
- Werner Lustig (V.F.: Philippe Ariotti) : le Pasteur
- Manfred Schmid (V.F.: Philippe Ariotti) : Zamet

- Version française :
  - Société de doublage : Cinéphase
  - Directeur artistique : Régis Reuilhac